# Gran Principado de Hungría

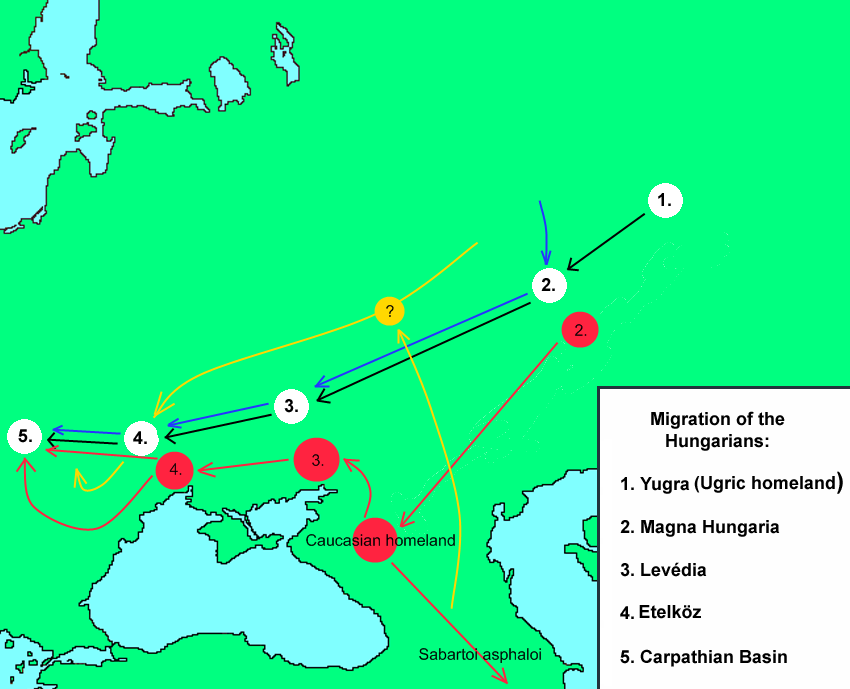
Emigración húngara hacia Europa.

Gran Principado de Hungría, Principado de Hungría o Ducado de Hungría (en húngaro: magyar nagyfejedelemség) son denominaciones historiográficas de una federación de tribus magiares (o húngaros) semi-nómadas, de religión pagana, que existió por cerca de doscientos años entre los siglos IX y XI. La figura del gran príncipe dominaba y conducía las tribus aliadas a la suya, sin embargo tras la muerte de Árpád, la figura del monarca supremo cayó en crisis y si bien la respetaban, los jefes solían obrar independientemente.

## Evolución del Principado
El inicio exacto de la estructura política conocida como Principado húngaro es incierto, sin embargo, crónicas húngaras medievales como la Gesta Hungarorum narran la existencia del Gran Príncipe Álmos de Hungría (c. 819-895), quien fungió de autoridad suprema sobre los siete jefes de los magiares, gobernando entre el 858 y el 895. Siete jefes tribales húngaros unieron simbólicamente sus siete tribus bajo su mandato como Gran Príncipe tras celebrar una ceremonia (el pacto de sangre). La gran federación de tribus resultante era conocida en húngaro como fejedelemség ("principado").
El sucesor de Álmos, Árpád, se convirtió en el único líder, totalmente aceptado por sus súbditos, y condujo a cerca de 300.000 magiares desde Asia hacia la Llanura Panónica en el 895. Tras ocupar ese territorio, los magiares comenzaron a realizar incursiones por toda Europa, en forma de expediciones de saqueo, o también como mercenarios de los reinos en que se había dividido el Imperio carolingio.
Tras la muerte de Árpád le sucedieron su hijo Zolta y su nieto Taksony en la jefatura de la confederación de tribus. Dentro de este enorme y difuso proto-Estado (si se le puede otorgar este apelativo), cada tribu o región seguía conducida por varios jefes o comandantes que respondían a las órdenes del Gran Príncipe. Entre los comandantes más destacados se hallaban Lehel, Botond y Bulcsú, entre otros, quienes batallaron contra el Imperio Bizantino y contra los reinos de Europa central.
Si bien existía la figura del Gran Príncipe, su poder y conducción central se había debilitado; y, aunque mantenía el reconocimiento de los jefes tribales locales, no era obedecido ciegamente. Las tribus dentro de la federación conducían campañas militares independientemente las unas de las otras e incluso introducían cambios políticos y religiosos en sus dominios. Ese fue el caso del jefe Gyula de Transilvania, que en 950 viajó a Constantinopla y se hizo bautizar bajo la fe cristiana ortodoxa oriental, se convirtió en amigo del emperador Constantino VII y recibió el título de "patricio". Volvió entonces a sus dominios y se llevó consigo un obispo griego, Hierotheos, quien comenzó el proceso de evangelización en la corte de Gyula. Mientras tanto los otros jefes húngaros continuaban profesando su religión pagana y mantenían su tradicional estilo de vida, que incluía las expediciones de saqueo por toda Europa.
Tras su derrota en la batalla de Lechfeld (955), los húngaros comenzaron a abandonar sus incursiones por el Imperio Germánico y se concentraron en la región de los Balcanes, al tiempo que se sedentarizaban paulatinamente. A mediados del siglo X muchos jefes húngaros adoptaron el cristianismo ortodoxo por sus contactos con el Imperio Bizantino, entre ellos el harka Bulcsú, que también recibió el título de "patricio" al ser bautizado. De esta forma, en las regiones orientales del Principado húngaro, ya era común encontrarse con misioneros ortodoxos enviados por Constantinopla.
Como resultado de los cambios tanto internos como externos, hacia el año 970 el Príncipe Géza de Hungría adoptó el cristianismo católico (el propio de Roma y el Imperio Germánico), y procuró su extensión entre sus súbditos, al tiempo que organizaba las estructuras políticas del poder central. Durante sus 25 años de reinado, apenas mantuvo guerras contra las naciones vecinas. Su política pacifista fue reforzada por los matrimonios dinásticos entre sus hijos y miembros de otras casas reales, todo ello con el fin de reafirmar la autoridad de los magiares en la Depresión de Panonia.
Los esfuerzos de Géza de instaurar un poder central estable y de garantizar el trono a su hijo Esteban no tuvieron mucho éxito, ya que tuvo que compartir el reino con otros miembros de su familia: Koppány, que también reivindicó el trono. La voluntad de Gèza, la de que su hijo heredara el trono, violaba el derecho tradicional, en la que prevalecía el principio de la veteranía (el derecho del hermano de mayor edad). Koppány reclamó asimismo a la viuda de Géza, Sarolta.
La decisión de unirse al cristianismo bajo el patrocinio de Roma o de Constantinopla fue de vital importancia. Las conversiones obtenidas por los ortodoxos eran más antiguas (desde 948), pero la necesidad de establecer buenas relaciones con los Estados germánicos, vecinos inmediatos, resultó ser razón más que suficiente para definir la tendencia católica de los húngaros. En otoño del año 972 el arzobispo de Maguncia, Bruno de Querfurt, fue enviado a Hungría por el papa Silvestre II; bautizando al Príncipe Géza y a su familia. Géza tomó el nombre de Esteban (su esposa, Sarolta, había sido bautizada por un obispo griego en su infancia).
La última de las incursiones húngaras estuvo dirigida contra el sudeste, lo que empeoró las relaciones con Bizancio. La anexión de Bulgaria pudo haber sido una advertencia del emperador bizantino dirigida al principado húngaro.
Tras la muerte de Géza, su hijo Esteban asumió el trono del Principado húngaro en el 997. Dos años después recibió del papa Silvestre II una corona y el título de rex hecho que se considera la fundación de una nueva entidad política, equiparable a los reinos occidentales: el Reino de Hungría. El propio rey Esteban I de Hungría fue posteriormente canonizado (conociéndose en el santoral católico como San Esteban de Hungría).